# Brazilian Journal of Physics
Brazilian Journal of Physics (BJP) é um periódico científico da Sociedade Brasileira de Física editado pela Springer. Anteriormente denominado Revista Brasileira de Física, é publicado desde 1971 e é indexado pelo Scielo e pelo ISI.